# Le Coudray-Macouard
Le Coudray-Macouard é uma comuna francesa na região administrativa da Pays de la Loire, no departamento de Maine-et-Loire. Estende-se por uma área de 13,4 km². Em 2010 a comuna tinha 962 habitantes (densidade: 71,8 hab./km²).